# Maestro del Castello della Manta

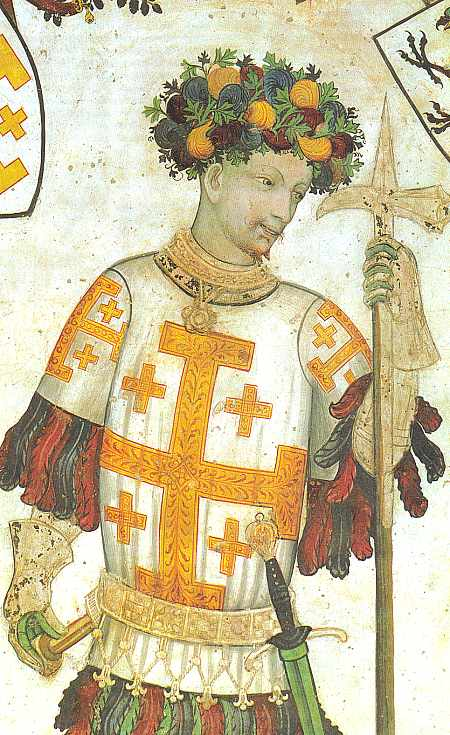
Godefroy de Bouillon, l'un des preux chrétiens

Le Maestro del Castello della Manta est le nom donné à un maître anonyme italien gothique du Piémont au  XVe siècle, auteur des fresques de la salle baronniale du château de Manta, près de Saluces.
Peut-être s'agit-il de Jacques Iverny (peintre français actif en Piémont entre 1411 et 1435), de Jean Bapteur, (miniaturiste à la cour d'Amédée VIII de Savoie), de Giacomo Jaquerio (le plus important peintre gothique en Piémont et Savoie), de Guglielmetto Fantini da Chieri (suiviste de Jaqueiro)...

## Œuvres
Fresques, toutes au castello della Manta, Saluzzo.
- Cycle des héros et des héroïnes : représentent les Neuf Preux (trois païens, trois juifs, trois chrétiens, figures emblématiques du Moyen Âge tardif  alpin) et neuf héroïnes issues de la littérature antique, figures reprises dans  La rappresentazione dei Nove Prodi e delle Nove Eroine des miniatures du roman courtois Le Livre du chevalier errant de Thomas III, marquis de Saluces, entre 1394 et 1396.
- Fontaine de Jouvence.
- Scène galante.

## Sources
- (it) Cet article est partiellement ou en totalité issu de l’article de Wikipédia en italien intitulé « Maestro del Castello della Manta » (voir la liste des auteurs).